# Estación Neuquén Cargas
Neuquén Cargas en una estación de la red ferroviaria Argentina, perteneciente al ramal Bahía Blanca - Neuquén - Zapala del Ferrocarril General Roca. No es utilizada para trenes de pasajeros, sino solamente para los trenes de carga de la empresa Ferrosur Roca, que también la usa como área de oficinas administrativas.

## Historia
Originalmente fue creada como despacho exclusivamente para trenes de carga de Ferrocarril del Sud y posteriormente para Ferrocarriles Argentinos, pero tras el quiebre de esta última empresa, los vagones fueron vaciados y abandonados allí hasta nuestros días. Actualmente están en un estado de deterioro y óxido. Por sus vías también pasa el Tren del Valle, pero solo se detiene en exepciones allí.

## Servicios
Bajo la administración del Ferrocarril del Sud la estación recibía trenes de mixtos o de cargas de larga distancia desde Constitución y Bahía Blanca y servía como estación intermedia que también prestaban servicios hasta Zapala. En 1948 el Ramal Bahía Blanca - Neuquén - Zapala fue nacionalizado por Ferrocarriles Argentinos. Dicho tren era el "Estrella del Valle" (también llamado el Zapalero). Tras el quiebre de las empresas ya mencionadas el ramal se privatizó y el servicio de pasajeros cerró. Ferrosur Roca se encargó de este Ramal, haciendo que los trenes de carga solo corran hasta Bahía Blanca.

## Galería

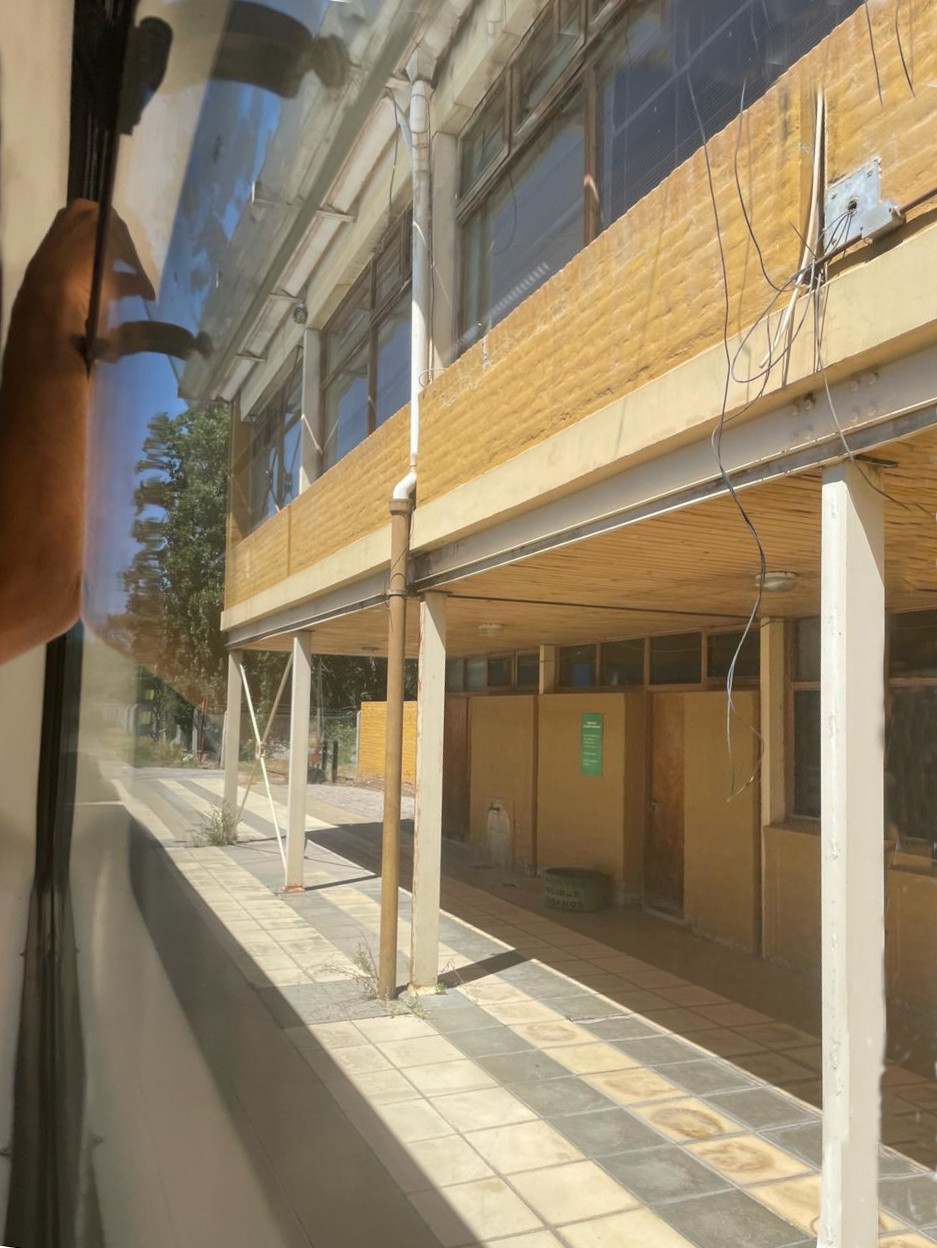
Foto de la Terminal y andén de la Estación.
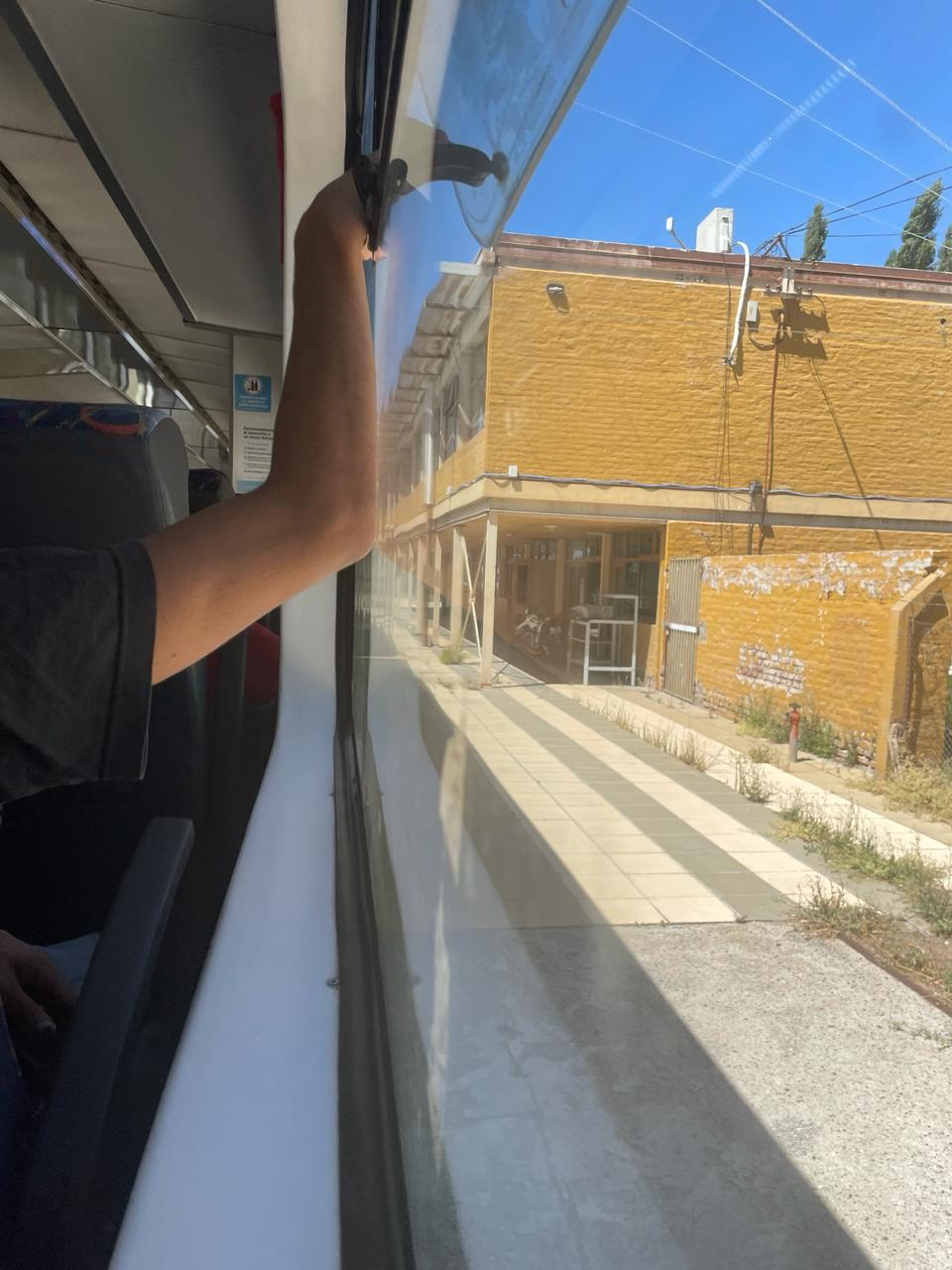
Andén de la Estación.
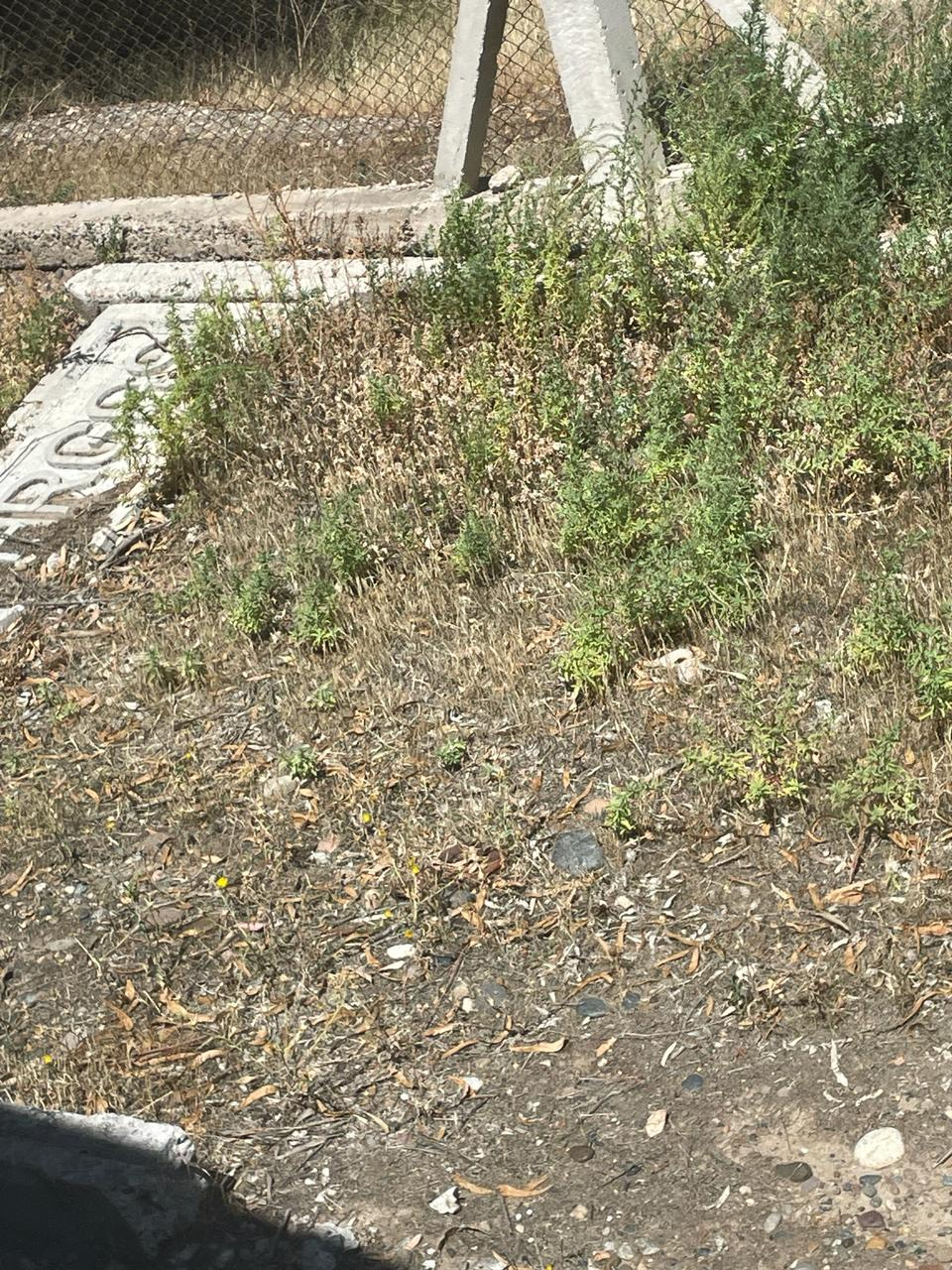
Cartel caido de la Estación
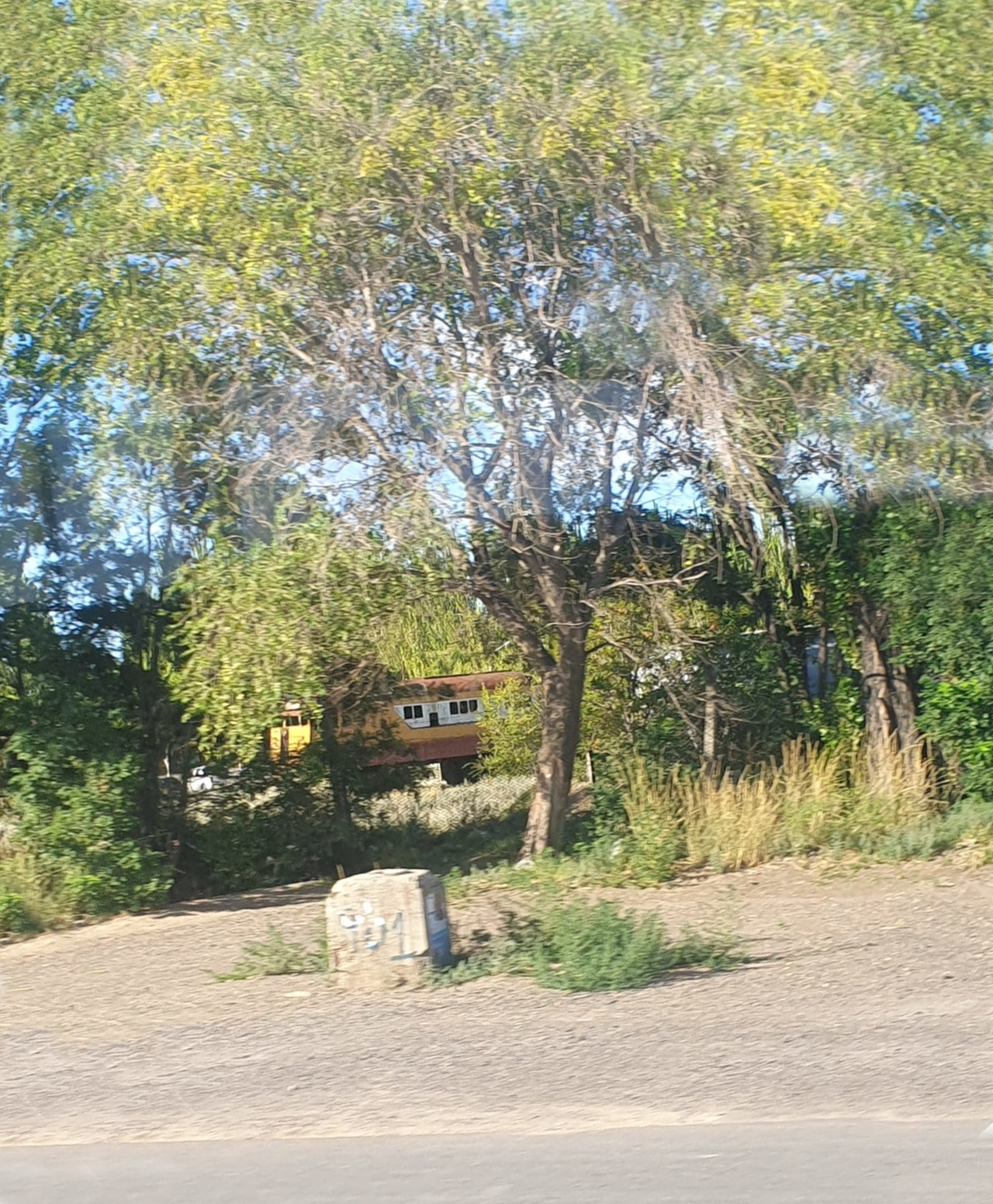
Locomotora de Ferrocarriles Argentinos abandonada en la Estación.
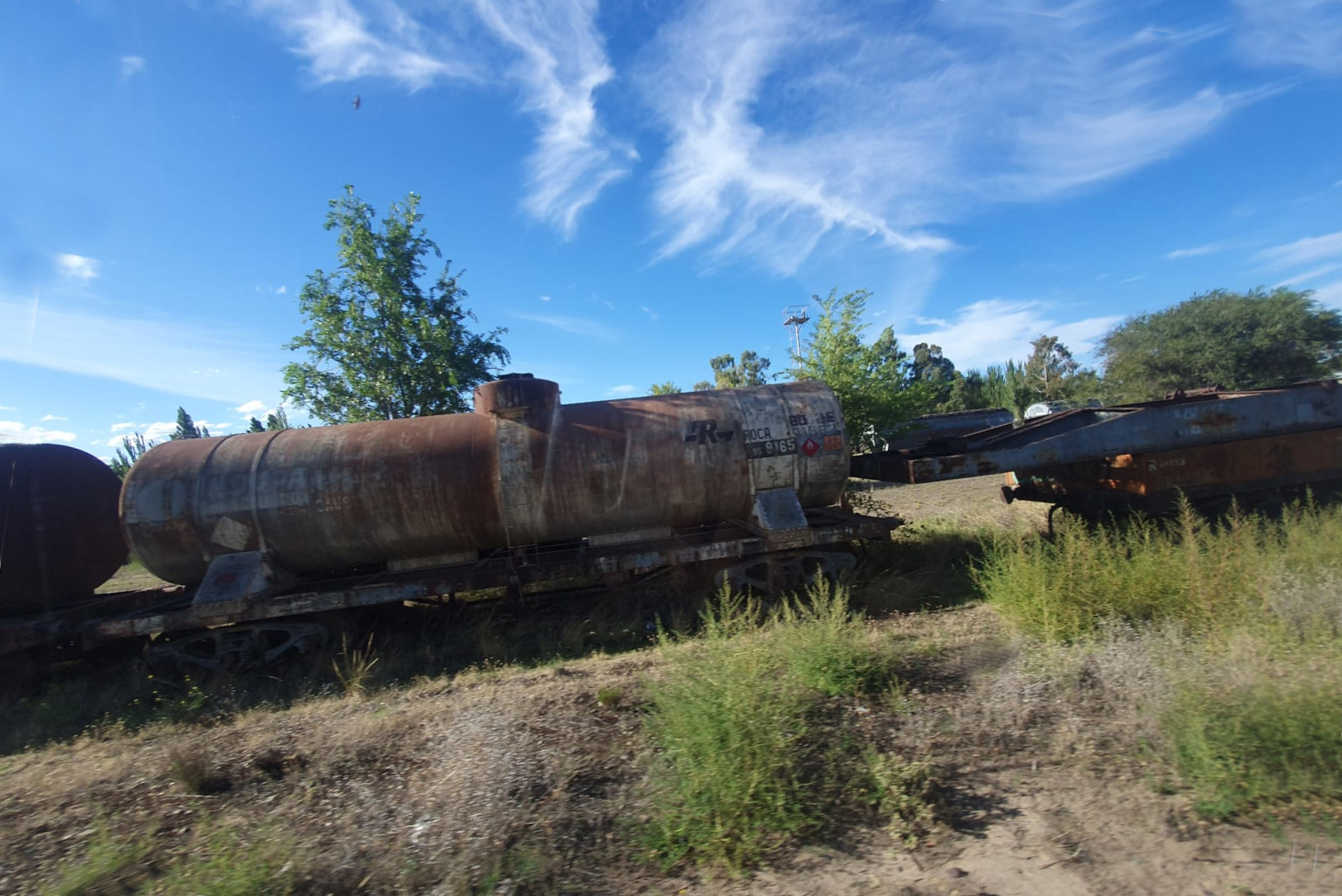
Vagones abandonados de Ferrosur Roca en la Estación.
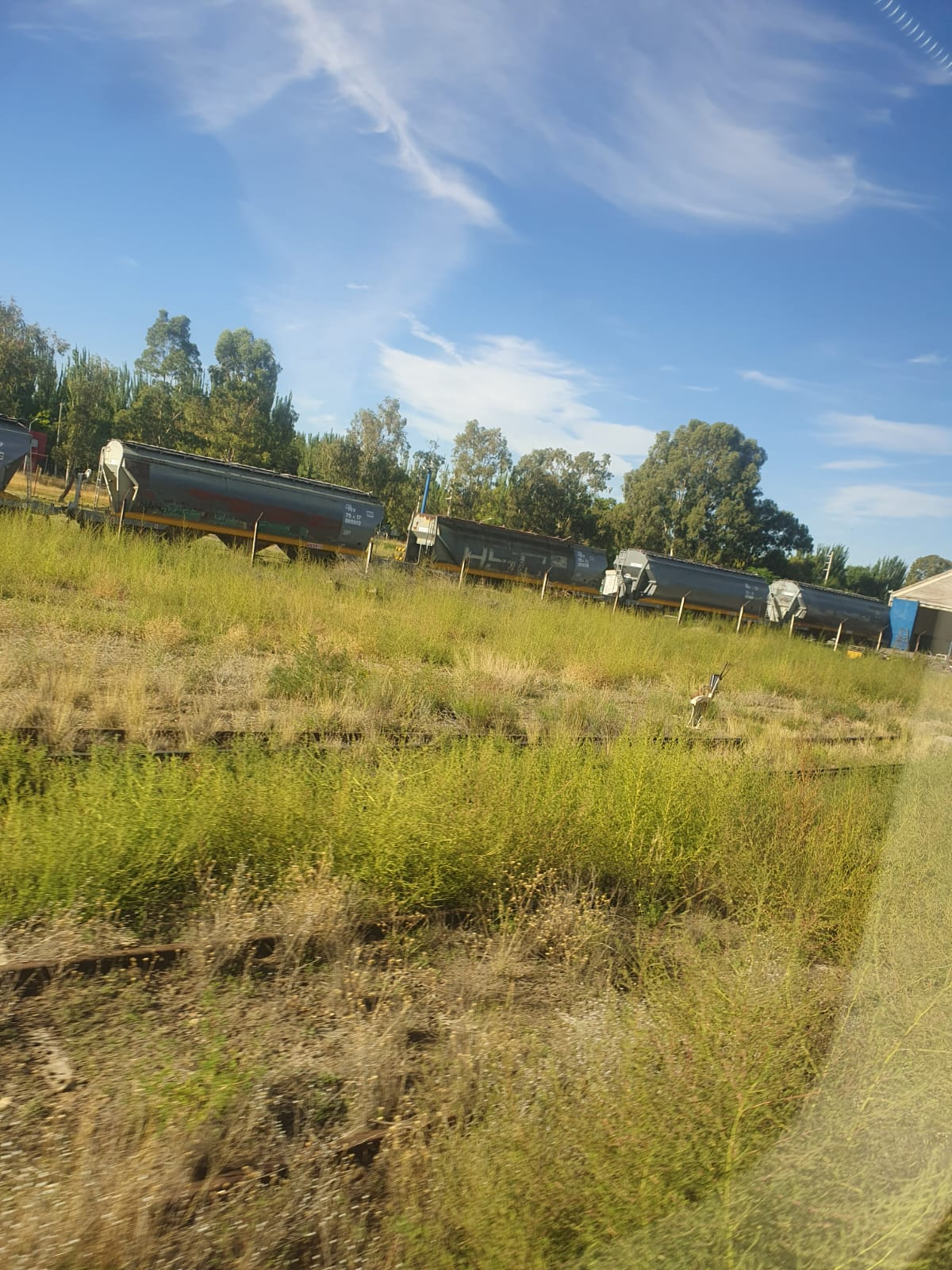
Playa Ferroviaria de la Estación.
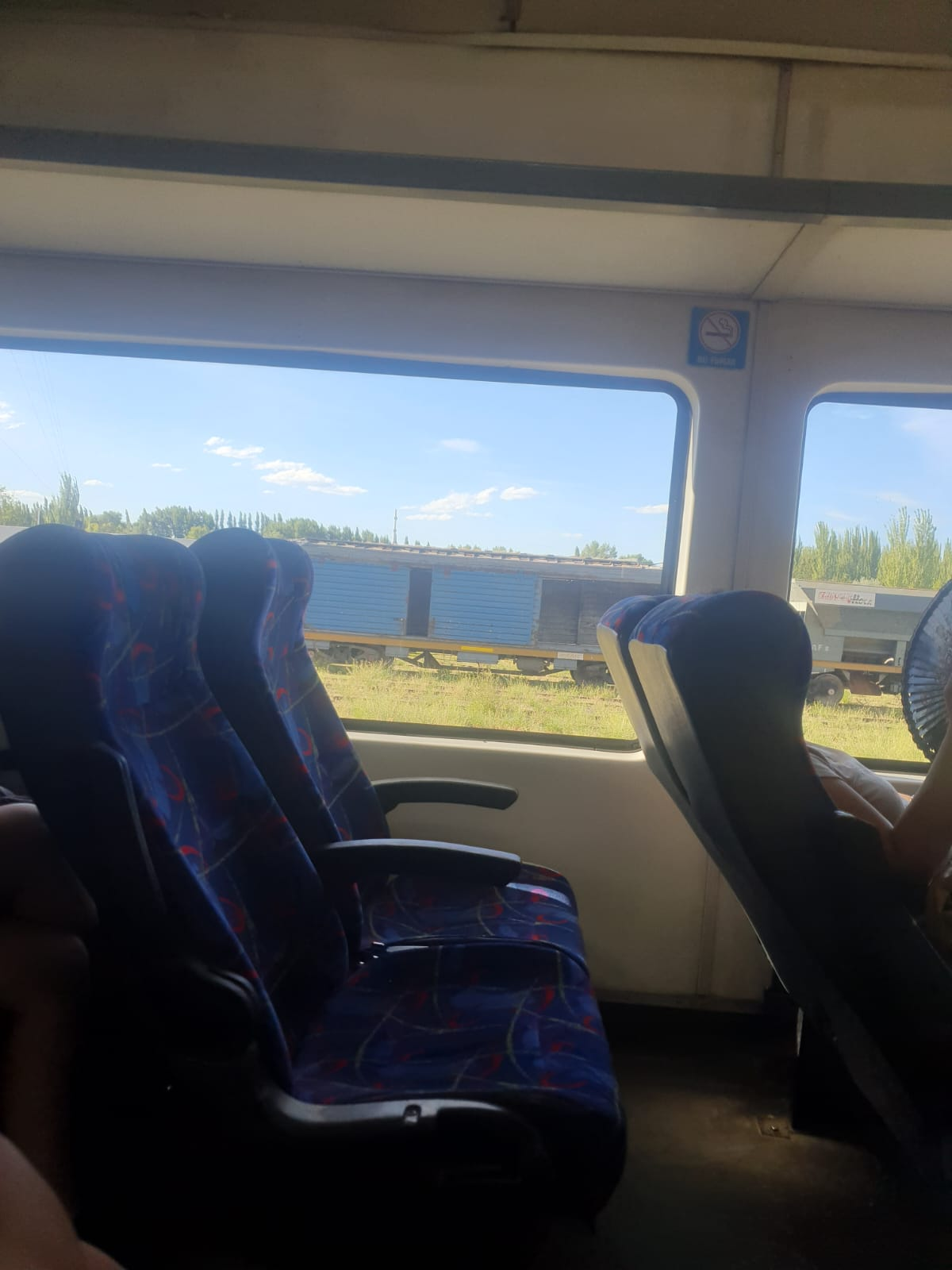
Foto de la Estación Neuquén Cargas, tomada desde el Tren del Valle.
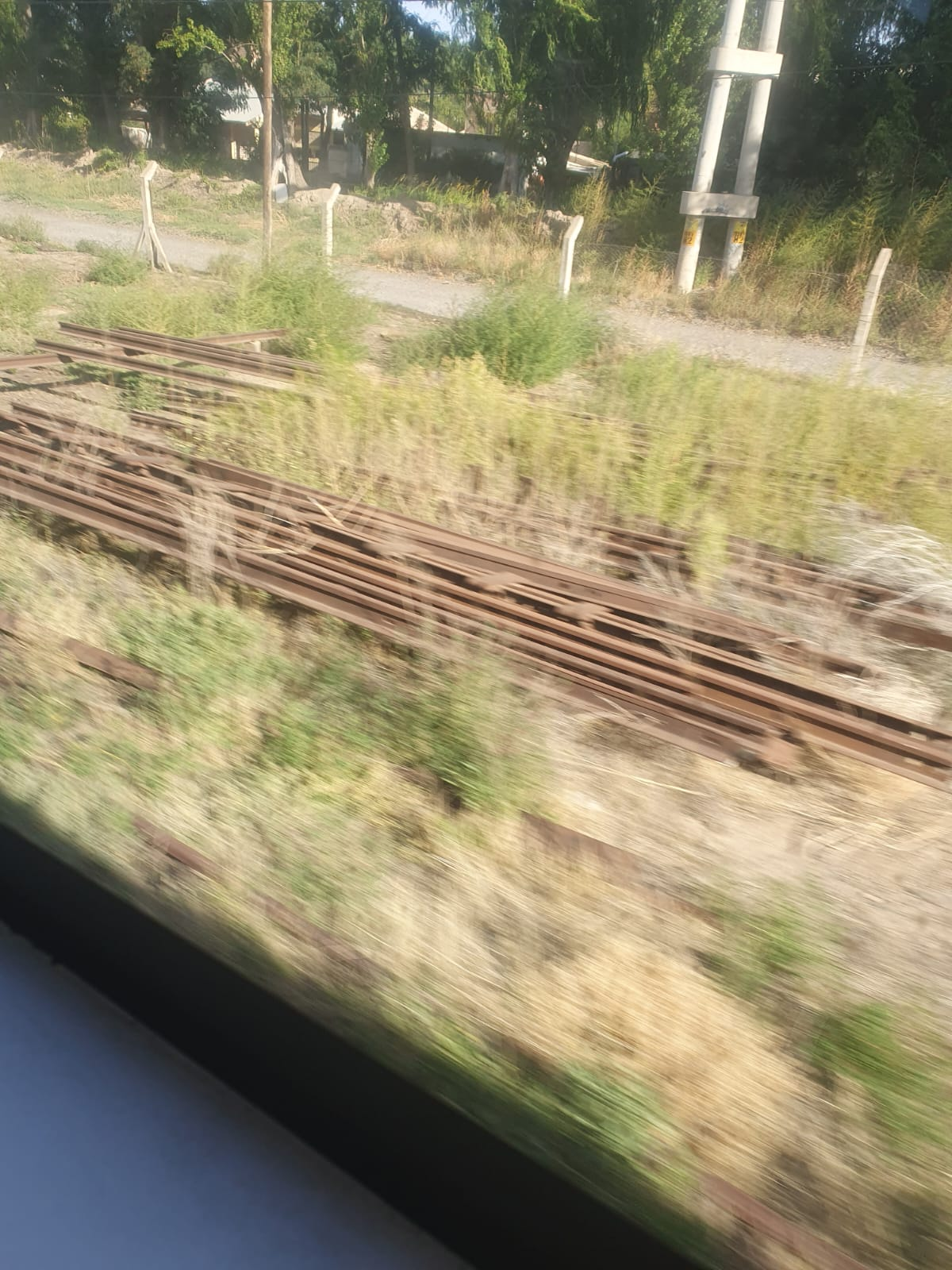
Rieles de tren del Ramal Cipolletti - Barda del Medio tirados en la Estación.

## Futuro
El futuro para esta estación es bastante desalentador, ya que a Ferrosur Roca (la empresa que administra exclusivamente la estación) se le acaba la concesión en 2024, y el Estado no tiene planes para renovarles el contrato. Es decir, que si Ferrocarriles Argentinos no se encarga de la estación (que es lo más probable), la estación quedará abandonada, junto con el material rodante de Ferrosur Roca.